# علي بن جاسم بن محمد بن ثاني آل ثاني
ممثل الحاكم في مجلس شورى حلف ال نفيع القطري . ولد الشيخ  علي  بن جاسم بن محمد آل ثاني ، في الوجبة القطرية بمنتصف القرن التاسع  عشر الميلادي ، والمعروف اقليميا باسم ‹ جوعان › ، وقد حمل  هذا الاسم لانه ( جاء وعان ) فاصبحت جوعان ، وهو نجل مؤسس دولة قطر الشيخ جاسم بن محمد آل ثاني ، تعلم الفروسية والمبارزة وهو يافعا ، وأصبح  لاحقا  من  قادة المدافعين عن  حلف ال نفيع ، الذي أسسه  والده  ويشمل  كافة الأسر  و القبائل القطرية ، كان  قائد حملة  مواجهة ‹ جبل الظنة › 1876 م ، في حين انه استشهد أثناء دفاعه عن أسواق  مدينة الدوحة  من  غزو  مفاجئ  تعرضت  له ، من  قبل عشائر  واحة ليوا وخنور سنة 1887 م . وبتاريخ 9 - 9 - 2014 م ، صدر قرار أميري قطري ، بأنشاء كلية جوعان بن جاسم للقيادة والاركان ،المشتركة ، تقديرا لمواقفه الوطنية التاريخية الجامعة .